# Liste des évêques de Saint-Brieuc
Pour un article plus général, voir Diocèse de Saint-Brieuc et Tréguier.
Liste des évêques de l'ancien évêché de Saint-Brieuc

## Origine
Fondé selon la tradition par Brieuc, un moine breton, originaire  du pays de Galles, l'ancien diocèse de Saint-Brieuc a disparu à l'époque du Concordat à la création du Diocèse de Saint-Brieuc et Tréguier coïncidant avec les limites du département des Côtes-d'Armor. 
D'abord suffragant de Dol, l'ancien évêché a ensuite appartenu à la province de Tours. Ses titulaires ne sont connus qu'à partir du XIe siècle.

## Liste des évêques
- vers 1032 vers 1079 : Adam
- vers 1077-1088 : Hamon
- vers 1092 : Guillaume Ier
- vers 1100 : Robert
- vers 1109-vers 1138 : Jean Ier
- vers 1140-5 octobre 1147 : Rolland
- 1150-1157 : Jossius ou Joscionus
- vers 1157 (?)-1161 : Judicaël
- vers 1162 : Olivier Ier du Tillay
- vers 1164-vers 1169 : Geoffroy Ier, va en compagnie de Conan IV de Bretagne, duc de Bretagne, et d'Henri II, roi d'Angleterre; de Guillaume Ier, abbé de Saint-Aubin des Bois; Guillaume, abbé de Saint-Serge, Hugues, abbé de Saint-Nicolas d'Angers, Guillaume, abbé de Saint-Maur; Guillaume, abbé de Toussaint d'Angers, assister à la translation du corps de saint Brieuc dans l'abbaye Saint-Serge-lès-Angers, en 1166[1]
- vers 1199-1206 : Josselin
- vers 1206 : Guillaume II
- 1208-24 août 1212 : Pierre Ier
- 1213-1220 : Sylvestre
- 1220-29 juillet 1234 : Saint Guillaume III Pinchon
- 1234-vers 1249 : Philippe
- vers 1250-vers 1256 : André Ier
- 1257-1259 : Raoul Ier
- vers 1260-1270 : Simon
- vers 1271-1290 : Pierre II de Vannes
- vers 1301- 5 mai 1312: Geoffroy II
- 1313-1319 : Alain Ier de Lamballe
- 1320-1328 : Jean II d'Avaugour
- 1328 : Mathieu Ferrand
- 1329-1335 : Raoul II de la Flèche
- 1335-1357 : Guy de Montfort
- 1357-1375 : Hugues de Montrelais
- 1375-1379 : Laurent de La Faye
- 1379-1385 : Guillaume IV Beschard
- 1385-1404 : Guillaume V Anger
- 1405-24 août 1419 : Jean III de Malestroit
- 18 septembre 1419-4 juin 1424 : Alain II de la Rue
- 24 juin 1424-26 septembre 1427 : Guillaume VI Brillet
- 15 mars 1428-décembre 1431 : Guillaume VII Eder
- 29 janvier 1432-mars 1436 : Hervé Huguet
- 4 juillet 1436-1438 ou 1439 : Olivier II du Teillay
- 1439 - 1450 : Jean L'Espervier[2]
- 1450-1472 : Jean V Prégent
- 1450-1460 en opposition Jacques de Pencoëdic
- 28 février 1472-1477 : Pierre III de Montfort de Laval
- 14 janvier 1477-20 décembre 1505 : Christophe de Penmarc'h, originaire de la famille de Penmarc'h en Saint-Frégant (Finistère actuel)
- 9 mars 1506-16 mai 1525 : Olivier III du Châtel

- 6 septembre 1525-1544 : Jean VI de Rieux

- 20 septembre 1544-1553 : François Ier de Mauny

- du 13 au 18 septembre 1553 : cardinal Jean du Bellay
- 18 septembre 1553-1564 : Jean VII du Tillet

- 5 août 1564-24 septembre 1595 : Nicolas Langelier

- 1601-7 mars 1618 : Melchior de Marconnay
- juin 1618-22 juin 1631 : André II Le Porc de la Porte

- septembre 1631-1er juin 1641 : Étienne II de Vilazel

- juin 1641-22 mai 1675 : Denis de La Barde
- 12 septembre 1675-2 février 1680 : Hardouin Fortin de La Hoguette
- 6 septembre 1680-11 avril 1705 : Louis-Marcel de Coëtlogon-Méjusseaume

- 1705-31 octobre 1720 : Louis de Frétat de Boissieux
- 8 janvier 1721-4 septembre 1727 : Pierre Guillaume de la Vieuxville
- 20 octobre 1727-13 septembre 1744 : Louis-François de Vivet de Montclus
- 7 mars 1745-26 janvier 1766 : Hervé-Nicolas Thépault du Brignou
- 31 août 1766-1769 : François II Barreau de Girac

- 24 décembre 1769-1774 : Jules-Basile Ferron de La Ferronnays
- 25 juin 1778-1790 : Hugues-François de Regnauld de Bellescize
- 1er mai 1791-28 mai 1801 : Jean-Marie Jacob

Les évêques suivants sont listés à la page du diocèse de Saint-Brieuc et Tréguier.

## Sources
- La grande encyclopédie - inventaire raisonné des sciences, des lettres et des arts - volume vingt-neuvième, pages 106 et 107 - Paris (1885–1902).
- L'Annuaire pontifical, sur le site www.catholic-hierarchy.org, à la page .
- Site du diocèse de Saint-Brieuc et Tréguier.
- Archives des Côtes d'Armor Emmanuelle Daniellou Évêché de Saint-Brieuc Évêques de Saint-Brieuc, Chronologie de leur épiscopat d'après Geslin de Bourgogne.